# Coupe du Danemark de football 2023-2024
Navigation
Édition précédente Édition suivante
La coupe du Danemark de football 2023-2024 est la 70e édition de la coupe du Danemark de football, organisée par la Fédération danoise de football. Elle prend place du 8 août 2023 au 9 mai 2024. Elle voit le Silkeborg IF remporter la compétition pour la deuxième fois de son histoire.

## Format
92 équipes participent au premier tour, provenant de tous les niveaux de compétition. Six équipes supplémentaires rejoignent le deuxième tour, tandis que les six meilleures équipes de la Superliga danoise 2022-23 entrent au troisième tour.

### Demi-finales aller
| 29 mars 2014 | FC Nordsjælland (D1)                                                | 2 - 3   | AGF Aarhus (D1)                       | Right to Dream Park, Farum                |                                           |
| 16h30        | 44e Osman · 61e Schjelderup                                         | (1 - 2) | 33e Links · 45+2e Bech · 78e Tingager | Spectateurs : 5 831 Arbitrage : Jens Maae | Spectateurs : 5 831 Arbitrage : Jens Maae |
| 16h30        | 41e Tverskov · 45+5e Villadsen · 45+9e Ingvartsen · 90+6e Villadsen |         | 45+9e Poulsen · 84e Knoester          | Spectateurs : 5 831 Arbitrage : Jens Maae | Spectateurs : 5 831 Arbitrage : Jens Maae |

| 29 mars 2024 | Silkeborg IF (D1)                                                                                    | 6 - 1   | FC Fredericia (D2) | Silkeborg Stadion, Silkeborg                 |                                              |
| 19h00        | 15e Þórðarson · 19e Adamsen · 24e Þórðarson · 49e Mattsson · 63e (pen.) Adamsen · 69e (pen.) Adamsen | (3 - 0) | 52e Carstensen     | Spectateurs : 5 812 Arbitrage : Jakob Kehlet | Spectateurs : 5 812 Arbitrage : Jakob Kehlet |
| 19h00        | 55e Brink                                                                                            |         | 90e Simonsen       | Spectateurs : 5 812 Arbitrage : Jakob Kehlet | Spectateurs : 5 812 Arbitrage : Jakob Kehlet |

### Demi-finales retour
| 11 avril 2014 | FC Fredericia (D2)             | 2 - 0   | Silkeborg IF (D1) | Monjasa Park , Fredericia                                     |                                                               |
| 18h00         | 7e Carstensen · 26e Carstensen | (2 - 0) |                   | Spectateurs : 2 179 Arbitrage : Mads-Kristoffer Kristoffersen | Spectateurs : 2 179 Arbitrage : Mads-Kristoffer Kristoffersen |
| 18h00         | 81e Juelsgård                  |         | 81e Mattsson      | Spectateurs : 2 179 Arbitrage : Mads-Kristoffer Kristoffersen | Spectateurs : 2 179 Arbitrage : Mads-Kristoffer Kristoffersen |

| 11 avril 2024 | AGF Aarhus (D1)                            | 1 - 0   | FC Nordsjælland (D1)                          | Ceres Park, Aarhus                            |                                               |
| 20h00         | 90+2e Links                                | (0 - 0) |                                               | Spectateurs : 14 758 Arbitrage : Morten Krogh | Spectateurs : 14 758 Arbitrage : Morten Krogh |
| 20h00         | 51e Madsen · 68e Knoester · 90+7e Tingager |         | 59e Svensson · 73e Rasmussen · 90+7e Tverskov | Spectateurs : 14 758 Arbitrage : Morten Krogh | Spectateurs : 14 758 Arbitrage : Morten Krogh |

#### Finale
| Finale           | Silkeborg IF (D1)                                    | 1 - 0   | AGF Aarhus (D1)                            | Parken Stadium, Copenhague                     |                                                |
| 9 mai 2024 17h00 | 38e Sonne                                            | (1 - 0) |                                            | Spectateurs : 36 300 Arbitrage : Mikkel Redder | Spectateurs : 36 300 Arbitrage : Mikkel Redder |
| 9 mai 2024 17h00 | 48e Sonne · 68e Brink · 75e Klynge · 90+2e Þórðarson |         | 47e Madsen · 75e Beijmo · 90e Jensen-Abbew | Spectateurs : 36 300 Arbitrage : Mikkel Redder | Spectateurs : 36 300 Arbitrage : Mikkel Redder |